# 地獄の花嫁
『地獄の花嫁』（じごくのはなよめ）は、1999年から2004年までフジテレビ系『金曜エンタテイメント』で放送されたテレビドラマシリーズ。全5回。主演は名取裕子。
第4作からはメインタイトルが『結婚相談員 末永卯月の推理案内状 地獄の花嫁』となった。
結婚式場の相談員が、結婚式当日に花嫁が殺される殺人事件の謎を解いていく。

## キャスト

### レギュラー
末永卯月
演 - 名取裕子
結婚式場紹介所の花嫁相談員のチーフ。葬儀屋を開業するのが夢。かつて結婚していたが、交際時の男の理想の姿が結婚生活で逆転したことでバツイチとなってしまう。そのことから、結婚の根拠である「ふたりの愛」に不信感を持っている。
浅田詠未
演 - 雛形あきこ
卯月の後輩スタッフ。
佐野功一
演 - 長谷川初範
刑事。卯月の元夫で、まだ未練がある。
内海
演 - 岡本光太郎
佐野の後輩刑事。
黒沢
演 - 小林隆
課長。卯月の上司。
坂本芙美
演 - 小林千晴（第1作 - 第4作）
着付け係。
従業員
演 - 後藤祐里（第1作・第2作）

### ゲスト
第1作（1999年）
- 森村志保（花嫁） - 古川理科
- 従業員 - 宮内知美
- 森村幹彦（花婿） - 和田圭市
- 小池哲司（ネットストーカー） - 北村一輝
- 井沢茂登子（井沢の妻） - 星遥子
- 井沢健造（志保の上司） - 渡辺裕之

第2作（2001年）
- 着付け係 - 佐藤江梨子
- 小林亜美（洋子の大学水泳部時代の部員仲間） - 西尾まり
- 森谷佳菜子（洋子の大学水泳部時代のエース・7年前失踪） - 岡田理江
- 藤原洋子（花嫁） - 真瀬樹里
- 広瀬かおり（洋子の大学水泳部時代の部員仲間） - 山本恵美
- 鶴橋五郎（洋子の大学水泳部時代の顧問・城南大学 助教授） - 清水昭博
- 占部翔（洋子の大学水泳部時代のコーチ） - 小沢和義
- 仁科交番 巡査 - 山田明郷
- 森谷洋佑（佳菜子の兄） - 三貴将史
- ハナヨ（合宿所の賄い） - 深谷みさお
- 日下卓哉（えりかの婚約者） - 大浦龍宇一
- 戸村えりか（洋子の大学水泳部時代のマネージャー・スポーツクラブのインストラクター） - かとうれいこ
- 古田悦子、萩野崇、森正晴、正源敬三

第3作（2002年）
- 宮田安奈（詠未の同僚） - 佐藤江梨子
- 小山唯（詠未の同僚） - 川村亜紀
- 小沼浩三（探偵） - 日比野玲
- 稲垣 - 三橋貴志
- 大川洋子（花嫁） - 稲田奈緒
- 室井楓（花嫁） - 湶尚子
- みどり（洋子の友人） - 大塚ちか
- 豊田雄二（渚の夫・2年前死亡） - 山崎進哉
- 西村令子（OL） - 渡辺由紀
- 影山哲司（元ツアコンの旅行会社支社長） - 羽場裕一
- 藤田美矢（結婚式場担当者・本名「豊田渚」） - 大島さと子
- 樋田慶子

第4作（2003年）
- 柴崎春名（温泉旅館「名月館」仲居） - 大竹一重
- 秋元るみ（ウエディングプラン会社勤務） - 浮田久重
- 香川美保（花嫁・温泉旅館「名月館」仲居） - 松本まりか（少女期：臼井明理）
- 鶴田礼子（温泉旅館「名月館」仲居頭） - 渡辺典子
- 栗本由希子（温泉旅館「名月館」女将・卯月の大学時代の親友） - 根本りつ子
- 栗本幸二（由希子の夫・婿養子） - 風間トオル
- 坂井（温泉旅館「名月館」板前） - 東根作寿英
- 山崎慎也（花婿） - 岡本竜汰
- 飯塚俊太郎、佐藤正宏、前田健

第5作（2004年）
- 小川友香（花嫁） - 上原美佐（幼少期：平岡映美 / 中学生：髙橋英里）
- 河村昭彦（花婿・パティシエ） - 西川忠志
- 駿河敦之（明治証券東京支店 営業部長） - 五代高之
- 中根聡子（加代子と千夏の同窓生） - 大塚良重
- 曽根（若林の秘書） - 井上高志
- 留美（エステサロン「BBスリムメディカルサロン」のエステティシャン） - 加賀野泉
- 晴子（着付け係） - 後藤祐里
- 坪井千夏（友香の実母・加代子の大学時代の親友・15年前死亡） - 畑中映里佳
- 田辺公康（学習塾経営者） - 山田幸伸
- 警備員 - 義田貴士
- 神父 - トニー・セテラ
- 坪井弓枝（エステサロン「BBスリムメディカルサロン」のエステティシャン・千夏の妹） - 原久美子（高校生：井料彩美）
- 若林純也（厚生労働省職員） - 萩原流行
- 小川加代子（エステサロン「BBスリムメディカルサロン」経営者・友香の養母） - 多岐川裕美
- 天手千聖

## スタッフ
- 脚本 - 橋本以蔵（1-3.5）、渡辺典子（4）
- 監督 - 伊藤寿浩（1-3）、松原信吾（4.5）
- プロデュース - 森川真行、石橋晋也
- 挿入歌 - サラ・ブライトマン「フィリオ・ペルドゥート（英語版）」（3）
- スタントコーディネイト - 山田一善（1）、スタントチームゴクウ（3）、大道寺俊典（4）
- 技術協力 - バスク
- 美術協力 - フジアール
- 製作 - フジテレビ、ファインエンターテイメント

## 放送日程
| 話数 | 放送日         | サブタイトル                      | 脚本     | 監督     |
| ---- | -------------- | --------------------------------- | -------- | -------- |
| 1    | 1999年06月11日 | ネットストーカー連続殺人の罠!     | 橋本以蔵 | 伊藤寿浩 |
| 2    | 2001年02月02日 | ウェディングドレス殺人 亡霊の復讐 | 橋本以蔵 | 伊藤寿浩 |
| 3    | 2002年06月14日 | 殺意のジューンブライド            | 橋本以蔵 | 伊藤寿浩 |
| 4    | 2003年11月21日 |                                   | 渡辺典子 | 松原信吾 |
| 5    | 2004年07月02日 |                                   | 橋本以蔵 | 松原信吾 |